# Herse (théâtre)
Pour les articles homonymes, voir Herse.
Au théâtre, une herse est une galerie lumineuse, généralement mobile, suspendue au-dessus de la scène, et permettant d'éclairer de haut en bas.
La herse, avec la rampe qui éclaire au contraire de bas en haut, produit une lumière uniforme et évite les ombres.
La herse est généralement suspendue dans les cintres.
Au XVIIIe siècle la herse est citée dans L'Encyclopédie comme terme d'opéra. Une herse se présentait sous la forme de liteaux de bois formant un demi-carré, elle portait des lampions. On multipliait les herses sur le théâtre autant que nécessaire pour éclairer la partie du décor où l'on voulait porter l'attention. Le service des herses se faisait alors à la main et faisait partie de la manœuvre.
Au XIXe siècle, l'incendie de l'Opéra comique, provoqué par l'éclairage au gaz de la herse, détruit la « deuxième salle Favart » le 25 mai 1887 et coûte la vie à quatre-vingt-quatre personnes. À la suite de cet incendie, l'éclairage à l'électricité devint obligatoire dans tous les théâtres et cafés-concerts[réf. souhaitée].